# Adriaen Backer
Adriaen Backer (ur. 1636 w Amsterdamie, zm. poch. 23 maja 1684 tamże) – holenderski malarz.

## Życiorys
Był synem mennonitów Tjerka Adriaensza i Remonstranty Marritje Dootshooft. Pierwsze nauki w sztuce malarskiej pobierał prawdopodobnie u swego wuja Jakuba Backera. W 1666 roku odbył podróż do Włoch wraz z innym holenderskim malarzem Drickiem Ferrerisem. W grudniu 1667 roku powrócił do Amsterdamu i by świadkiem ślubu u swego brata Jakuba. 27 sierpnia 1669 roku ożenił się z Elsje Colyn i miał dwóch synów, którzy wcześnie zmarli.
Adriaen Backer specjalizował się w portretach. Tworzył głównie w Amsterdamie. Stworzył najmniej pięć zbiorowych portretów regentów m.in.: Lekcja anatomii profesora Fredericka Ruyscha z 1670 roku (Amsterdams Historisch Museum), Regentki Burgerweeshuis w Amsterdamie z 1683 roku. Wykonywał również obrazy dla nowego ratusza. Uczniem Backera był polski malarz barokowy Krzysztof Lubieniecki.